# STATEMENT TOUR FINAL at NAGOYA CENTURY HALL
『STATEMENT TOUR FINAL at NAGOYA CENTURY HALL』（ステイトメント・ツアー・ファイナル・アット・ナゴヤ・センチュリーホール）は2014年9月3日に発売された徳永英明3作目のライブ・アルバム。

## 概要
アルバム『STATEMENT』を携え敢行されたツアー・ファイナルである名古屋センチュリーホールでのライブを完全収録した実に20年ぶりのライブ・アルバム。
「いかないで」では、飛び入りでステージに登場した玉置浩二と熱唱。

### パッケージ仕様
通常盤CD、初回限定盤A,Bの3形態で発売された。
初回限定盤Aには德永のインタビューを収録したDVDが、初回限定盤Bには2014年3月に発売、2013年開催東京国際フォーラムで収録したライブをディレクターズ・カット版で再編集したDVDが同梱。

## 収録曲

### DISC.1
1. NEWS（5:34）[4]
2. 愛し足りないわけがない…（4:59）[4]
3. 月虹（5:01）[4]
4. レイニー ブルー（4:30）[4]
5. オリオンの炎（5:49）[4]
6. 壊れかけのRadio（5:51）[4]
7. いかないで collaboration with 玉置浩二（4:53）[4]
8. 時代（4:31）[4]
9. 君をつれて（6:09）[4]
10. Wednesday Moon（5:14）[4]
11. 情熱（5:47）[4]
12. 僕のそばに（5:04）[4]
13. あなたに逢えてよかった（6:01）[4]
14. 君の青（5:35）[4]
15. STATEMENT（5:38）[4]

### DISC.2
1. Ave Maria（2:15）[4]
2. love & peace（5:30）[4]
3. 僕らに与えられた時代の中で（5:24）[4]
4. JUSTICE（6:15）[4]

### 初回限定盤A DVD
「Hideaki Tokunaga THE INTERVIEW」

### 初回限定盤B DVD
「Concert Tour 2013 STATEMENT at 東京国際フォーラム ディレクターズ・カット」
1. NEWS
2. 愛し足りないわけがない…
3. 月虹
4. レイニー ブルー
5. オリオンの炎
6. 壊れかけのRadio
7. いかないで
8. 時代
9. 君をつれて
10. Wednesday Moon
11. 情熱
12. 僕のそばに
13. あなたに逢えてよかった
14. 君の青
15. STATEMENT
16. 上を向いて歩こう
17. love & peace
18. 僕らに与えられた時代の中で